# Maurice Léna
Maurice Léna (* 24. Dezember 1859 in Chalon-sur-Saône, Département Saône-et-Loire; † 31. März 1928 in Nizza, Département Alpes-Maritimes) war ein französischer Dramatiker und Librettist.

## Leben
Nach dem Ersten Weltkrieg konnte Léna nicht mehr an seine früheren Erfolge anknüpfen. Er zog sich ins Privatleben zurück und ließ sich in Nizza nieder. Er starb am 31. März 1928 und fand dort auch seine letzte Ruhestätte.

## Werke (Auswahl)
Libretti
- Henri Fevrier: La damnation de Blanchefleur. Paris 1920.[1]
- Georges Hüe: Dans l’ombre de la cathédrale. Paris 1921.[2]
- Jules Massenet: Le jongleur de Notre-Dame. Paris 1902.
- Charles-Marie Widor: Nerto. Paris 1924.[3]